# Drenje (Raša)
 Drenje  (olaszul: Dregne) falu Horvátországban, Isztria megyében. Közigazgatásilag Rašához tartozik.

## Fekvése
Az Isztria délkeleti részén, Labintól 10 km-re, községközpontjától 11 km-re délkeletre a tengerparttól 800 méterre, a Koromačno-fok és Rabac között fekszik.

## Története
A településnek 1880-ban 107, 1910-ben 168 lakosa volt. Az első világháború után Olaszországhoz került. A második világháború után Jugoszlávia része lett. Jugoszlávia felbomlása után 1991-ben a független Horvátország része lett. 2011-ben a falunak 45 lakosa volt.

## Nevezetességei
Szent Miklós tiszteletére szentelt plébániatemploma 1738-ban épült. Utoljára 2009-ben renoválták. Egyszerű négyszög alaprajzú, egyhajós épület, homlokzata felett nyitott harangépítménnyel, melyben egy harang található.

## Lakosság
| Lakosság változása | Lakosság változása | Lakosság változása | Lakosság változása | Lakosság változása | Lakosság változása | Lakosság változása | Lakosság változása | Lakosság változása | Lakosság változása | Lakosság változása | Lakosság változása | Lakosság változása | Lakosság változása | Lakosság változása | Lakosság változása |
| ------------------ | ------------------ | ------------------ | ------------------ | ------------------ | ------------------ | ------------------ | ------------------ | ------------------ | ------------------ | ------------------ | ------------------ | ------------------ | ------------------ | ------------------ | ------------------ |
| 1857               | 1869               | 1880               | 1890               | 1900               | 1910               | 1921               | 1931               | 1948               | 1953               | 1961               | 1971               | 1981               | 1991               | 2001               | 2011               |
| 0                  | 0                  | 107                | 124                | 120                | 168                | 0                  | 0                  | 167                | 167                | 131                | 102                | 75                 | 57                 | 41                 | 45                 |